# Раджір
Раджір (перс. راجير) — село в Ірані, у дегестані Тагер-Ґураб, в Центральному бахші, шагрестані Совмее-Сара остану Ґілян. За даними перепису 2006 року, його населення становило 308 осіб, що проживали у складі 89 сімей.

## Клімат
Середня річна температура становить 14,07°C, середня максимальна – 28,06°C, а середня мінімальна – -0,81°C. Середня річна кількість опадів – 822 мм.
| Клімат поселення                              | Клімат поселення | Клімат поселення | Клімат поселення | Клімат поселення | Клімат поселення | Клімат поселення | Клімат поселення | Клімат поселення | Клімат поселення | Клімат поселення | Клімат поселення | Клімат поселення | Клімат поселення |
| Показник                                      | Січ.             | Лют.             | Бер.             | Квіт.            | Трав.            | Черв.            | Лип.             | Серп.            | Вер.             | Жовт.            | Лист.            | Груд.            |                  |
| Середній максимум, °C                         | 8,89             | 9,23             | 11,83            | 17,58            | 22,14            | 25,15            | 28,06            | 27,72            | 23,94            | 21,08            | 16,66            | 12,19            |                  |
| Середня температура, °C                       | 4,04             | 4,38             | 6,97             | 12,73            | 17,29            | 20,30            | 23,65            | 23,31            | 19,52            | 16,66            | 12,24            | 7,78             |                  |
| Середній мінімум, °C                          | −0,81            | −0,48            | 2,14             | 7,88             | 12,45            | 15,45            | 19,23            | 18,88            | 15,11            | 12,24            | 7,82             | 3,36             |                  |
| Норма опадів, мм                              | 85               | 68               | 69               | 53               | 38               | 24               | 13               | 37               | 82               | 124              | 105              | 124              |                  |
| Середньомісячна швидкість вітру, м/с          | 2.28             | 2.40             | 2.40             | 2.30             | 2.30             | 2.60             | 2.52             | 2.40             | 2.20             | 2.07             | 2.01             | 1.97             |                  |
| Середньомісячна сонячна радіація, кДж/м²·день | 6837             | 9045             | 11182            | 15845            | 20142            | 22882            | 23680            | 20032            | 16368            | 11126            | 8507             | 6572             |                  |
| --------------------------------------------- | ---------------- | ---------------- | ---------------- | ---------------- | ---------------- | ---------------- | ---------------- | ---------------- | ---------------- | ---------------- | ---------------- | ---------------- | ---------------- |
| Джерело:                                      |                  |                  |                  |                  |                  |                  |                  |                  |                  |                  |                  |                  |                  |